# Malanti Chiefs FC
El Malanti Chiefs Football Club és un club de futbol swazi de la ciutat de Pigg's Peak.

## Palmarès
- Copa swazi de futbol:[1]
  - 2008